# Rose Laub Coser
Rose Laub Coser (* 4. Mai 1916 in Berlin als Rose Laub; † 21. August 1994 in Wellfleet, Massachusetts) war eine US-amerikanische Soziologin deutscher Herkunft.

## Leben

### Berlin und Antwerpen
Rose Laub war eine von zwei Töchtern des Elias (Ilja) Laub und seiner Ehefrau Lisa (geb. Lachovsky). Ihre ältere Schwester starb als Kind bei einem Autounfall. Die Eltern waren jüdische Immigranten aus Osteuropa, der Vater arbeitete anfänglich in einer süddeutschen Zigarettenfabrik, eröffnete später eine Druckerei in Berlin, zu der dann auch noch ein kleiner Verlag kam, die E. Laubsche Verlagsbuchhandlung, die auf sozialistische Publikationen spezialisiert war.
Beide Eltern gehörten dem linken Flügel der SPD an und wurden im Ersten Weltkrieg Mitglieder des Spartakusbundes, dessen legale und illegale Schriften in Ilja Laubs Druckerei hergestellt wurden, weshalb er einmal kurzfristig inhaftiert war. Als der Spartakusbund sich am 1. Januar 1919 in die KPD auflöste, wurden Ilja und Lisa Laub Gründungsmitglieder dieser Partei. Auch die KPD-Publikationen wurden von Laub gedruckt, die Verlagsbuchhandlung florierte.
Nach dem Kapp-Putsch in München entschied Laub, dass Deutschland nicht das richtige Land sei, um dort seine Töchter aufwachsen zu lassen. Er nahm Kontakt zu Familienmitgliedern und Bekannten in Belgien auf, verkaufte seine Druckerei und seinen Verlag und zog 1923 mit Frau und beiden Töchtern nach Antwerpen, wo es eine große jüdische Gemeinde gab. In Antwerpen eröffnete er eine neue Druckerei, die auf die Produktion jiddischer Schriften spezialisiert war. Er trat dem Allgemeinen jüdischen Arbeiterbund bei, der eine Niederlassung in Antwerpen hatte. Das Laub'sche Wohnhaus in Antwerpen wurde nach 1933 zu einem Treffpunkt und Zufluchtsort für sozialistische Flüchtlinge aus Deutschland.
Rose Laub besuchte die Grundschule. und ein humanistisches Mädchen-Gymnasium in Antwerpen. Nach dem Abitur begann sie eine Drucker-Lehre im Unternehmen ihres Vaters, musste diese aber abbrechen, weil die Druckergewerkschaft sich weigerte, eine Frau aufzunehmen. Danach arbeitete sie im Büro der väterlichen Druckerei. Bereits seit ihrer Gymnasialzeit war sie in der sozialistischen Jugendbewegung Belgiens aktiv, wobei sie sich auf der Seite der flämisch sprechenden Mitglieder sah, die für eine Gleichberechtigung mit der Französisch sprechenden Bevölkerungsmajorität kämpften.
Als die Nationalsozialisten in der zweiten Hälfte der 1930er Jahre ihre Macht in Deutschland konsolidierten und die Zeichen auf Krieg standen, beantragte die Familie Laub Auswanderungsvisa in die USA. 1939 konnte sie einreisen, die Eltern gingen nach Los Angeles, wo Verwandte lebten, Rose Laub ging nach New York.

### Familiengründung und Studium in den USA
Anfangs lebte Rose Laub in New York vom Verdienst aus Schreibarbeiten für Unternehmen und Privatpersonen, sie wohnte in möblierten Zimmern. Als ihre wirtschaftliche Situation prekär wurde, fuhr sie nach Los Angeles und wohnte im Haushalt ihrer Eltern. In Los Angeles fand sie Arbeit als Assistentin des Psychoanalytikers Otto Fenichel. Dennoch kehrte sie nach New York zurück, wo sie eine Anstellung beim Emergency Rescue Committee, das zur Unterstützung von Flüchtlingen aus Deutschland gegründet worden war, fand. Im Rahmen ihrer Arbeit für die Hilfsorganisation lernte sie im Sommer 1941 den Emigranten Lewis A. Coser kennen, den sie am 25. August 1943 heiratete.
Rose Laub Coser begann ihr Studium an der französischsprachigen Abteilung der New School, wo sie für Philosophie eingeschrieben war, und belegte Kurse bei Alexandre Koyré und Claude Lévi-Strauss. Bald wechselte sie jedoch an die Columbia-Universität, wo sie sich für Soziologie einschrieb. Ihre akademischen Lehrer waren Robert Lynd und Robert MacIver, Seymour M. Lipset und Paul Lazarsfeld sowie Robert K. Merton, der für ihre spätere wissenschaftliche Arbeit von herausragender Bedeutung wurde. Ihre Master-Examensarbeit schrieb sie über die deutsche Sozialdemokratie. Das Studium hatte sie sich unter anderem durch eine Tätigkeit als Assistentin des Psychoanalytikers René A. Spitz finanziert.
Anschließend ging das Ehepaar für zwei Jahre nach Chicago, wo Rose Forschungsassistentin bei David Riesman war und Lewis ebenfalls für Riesman arbeitete. Nach zwei Jahren kehrten sie nach New York zurück, um an der Columbia-Universität die für eine Promotion erforderlichen Lehrveranstaltungen zu besuchen und die Dissertationen vorzubereiten.
1951 verließ das Ehepaar New York. Rose Laub Coser nahm einen Lehrauftrag am Wellesley College, einer privaten Hochschule für Frauen, an und begann zugleich mit der Arbeit an ihrer Dissertation, die auf teilnehmender Beobachtung und Interviews mit Patienten eines Bostoner Krankenhauses beruhte. Auf Basis dieser Arbeit wurde sie 1957 von der Columbia-Universität zum Ph.D. promoviert. Die Dissertation ging 1962 unter dem Titel Life in the ward in den Buchhandel.

### Stationen als Hochschullehrerin
Nach der Promotion wurde Rose Laub Coser am Wellesley College zur Assistenzprofessorin befördert, bekam jedoch keine Lebenszeitanstellung. und verließ darum das College. Sie wechselte auf eine Stelle als Assistenzprofessorin (später als Associate Professor) für Soziologie an das Departement der Harvard Medical School. Dort war sie für die Forschung in einem Krankenhaus verantwortlich. Neben ihrer medizinsoziologischen Forschungsarbeit lehrte sie von 1962 bis 1965 soziologische Theorie an der Universität Boston. Außerdem war sie Gastprofessorin an der Berkeley-Universität von Kalifornien und an der Sir George Williams Universität in Montreal. Nach Abschluss ihrer medizinsoziologischen Forschungsarbeit, die im Buch Training in Ambiguity dokumentiert ist, wechselte Rose Laub Coser auf eine Professorenstelle an der Northeastern University. Gemeinsam mit ihrem Mann ging sie 1968 schließlich an die State University of New York in Stony Brook, Long Island. Dort wurden beide 1986 emeritiert.
Als Ruheständler kehrten sie beide nach Boston zurück und betreuten noch jahrelang Soziologie-Studenten der Universität Boston als Adjunct Professoren.

## Bedeutung für die Soziologie
Laub Cosers Hauptarbeitsgebiet war anfangs die Medizinsoziologie, wobei sie einem strukturfunktionalistischen Ansatz folgte. Sie zeigte am Beispiel psychiatrischer Kliniken, wie die Vorstellungen, die in einer Gesellschaft über das Wesen und die Ursachen psychiatrischer Krankheit herrschen, Funktion und Betrieb der Kliniken beeinflussen.
In der zweiten (längeren) Phase ihres wissenschaftlichen Wirkens ging es um die Anwendung und die Verfeinerung des Rollenbegriffs. Im Gegensatz zum soziologischen Mainstream vertrat sie die Auffassung, dass Rollen die Individualität nicht grundsätzlich begrenzen, sondern – in Weiterentwicklung der simmelschen Konzeption der „Kreuzung sozialer Kreise“ – dass komplexe Rollensets individuelle Autonomie erst ermöglichen. Der Vergesellungstyp „Gemeinschaft“ wurde von ihr als „habsüchtig“ (greedy) bezeichnet, weil sie jedem Einzelnen Konformität abfordere und die Herausbildung von Individualität behindere.
In ihren Beiträgen zur Familiensoziologie erhellte sie am Beispiel der Frauenrolle den Zusammenhang von sozialstrukturellen Gegebenheiten und geschlechtsspezifischen Rolleninterpretationen.

## Ämter und Ehrungen
Rose Laub Coser war Vizepräsidentin der American Sociological Association und Präsidentin der Eastern Sociological Society sowie Präsidentin der Society for the Study of Social Problems. Der Rose Laub Coser Award wird jährlich von der Eastern Sociological Society für eine außerordentliche soziologische Dissertation vergeben.

## Schriften (Auswahl)
- Life in the ward, Michigan State University Press, 1962
- The Family. Its Structures and Functions, 1974, Palgrave Macmillan, ISBN 978-0-312-28105-2
- Training in Ambiguity. Learning Through Doing in a Mental Hospital, 1979
- In Defense of Modernity. Role Complexity and Individual Autonomy 1991
- Soziale Rollen und soziale Strukturen, hgg. und eingeleitet von Lewis A. Coser, [dt.] 1999, ISBN 3-901402-06-3